# Julia Ulbricht
Julia Ulbricht (28 de noviembre de 2000) es una deportista de Alemania que compite en atletismo. Ganó una medalla de plata en el Campeonato Europeo de Atletismo Sub-20 de 2019, en la prueba de lanzamiento de jabalina.